# مرض فون ويليبراند
مرض فون ويل براند  (بالإنجليزية: Von Willebrand disease)‏ هو مرض وراثي يكون المصاب به أكثر عرضه للنزيف عن غيره ويعتبر أكثر الأمراض الوراثية المسببة لزيادة سيولة الدم انتشارا، ويمكن حدوثة نتيجة اسباب مرضية غير وراثية في حالات قليلة. ويقدر عدد المصابين به بحوالي 1% من سكان العالم، ويطلق عليه أيضاً الهيموفيليا الكاذبة

## اكتشاف المرض
يعتبر الدكتور الفنلندي اريك فون ويل براند أول من وصف هذا المرض عام 1924م، لكنه لم يستطع تحديد السبب الناتج عنه، وفي عام 1950م أثبتت نتائج أبحاث العلماء أن هذا المرض هو مرض وراثي ناتج عن خلل في عامل من عوامل تخثر الدم وبقي هذا العامل مجهولاً حتى عام 1970م، عندما تم فصل هذا العامل في المختبرات البحثية وسمّي هذا العامل على اسم الدكتور فون ويل براند وبالتالي تم تسمية المرض باسم مكتشفه.

## ما هو مرض فون ويل براند؟
هو مرض وراثي في اغلب الحالات يسبب زيادة في سيولة الدم ويحتمل أن ينزف الناس المصابون بهذا المرض لمدة أطول من الآخرين الذين لا يعانون من المرض
وينتج المرض عن نقص أو خلل في عامل فون ويل براند، الذي يلعب دور مهم في عميلة تخثر الدم، ولكي نعرف هذا العامل علينا معرفة كيف تحدث عملية تخثر الدم.

## الفيسيولوجيا المرضية
عند التعرض لإصابة تؤدي إلى نزيف يبدأ الجسم بعمله لوقف النزيف، تبدأ الصفائح الدموية بالتوجه إلى مكان الجرح ثم تقوم بإفراز مواد (serotonin و ADP و Thromboxane A2) حتى تعمل خثرة دموية لإغلاق الجرح وبهذا تكون العملية الأولى للتخثر قد تمت، وتبدأ العملية الثانية وهي تعتمد على عوامل التخثر حيث يتم تنشيط آلية من الخارج بإفراز مواد من الأنسجة المصابة، والية من الداخل بإفراز مواد من الصفائح الدموية وتتحول عوامل التخثر من الشكل العادي إلى الشكل المنشط، مما يؤدي إلى تكون نسيج يغلق الجرح، ومن ضمن العوامل التي يتم تنشيطها هو عامل فون ويل براند الذي يتم تنشيطه من الثرومبين ولكي نعرف أهمية هذا العامل علينا معرفة وظائفه.

## أنواع المرض من الناحية الوراثية
إن الفرق بين مرض فون ويل براند والهيموفيليا هو كيفية انتقال الجين وراثيا، فمرض الهيموفيليا ينتقل محمولاً على الكروموسوم الجنسي x في حين ينتقل مرض فون ويل براند على الكروموسوم 12 وهو كروموسوم جسمي، وهناك ثلاث أنواع من مرض فون ويل براند:
- النوع الأول وينتقل على جين سائد.
- النوع الثاني وينتقل في الأغلب على جين سائد واحيانا على جين متنحي.
- النوع الثالث وينتقل على جين متنحي.

والجين هو موقع الصفة على الكروموسوم ومكون من أليلين، يكون الخلل في النوع الأول في نقص العامل حيث يتأثر نصف الجين (آلليل رقم واحد أو رقم اثنين)، أما في النوع الثاني فيكون العامل موجود لكن الخلل يوجد في الشكل الثلاثي الأبعاد حيث يكون الخلل في الوظيفة، وفي النوع الثالث يتأثر كل الجين (آلليل رقم واحد ورقم اثنين) مما يزيد نسبة الإصابة وشدتها.

## أنواع المرض من الناحية المرضية
ينقسم مرض فون ويلبراند إلى ثلاثة أنواع رئيسية (1، 2، 3) والنوع الثاني ينقسم إلى أربعة أنواع أخرى،
ويعتمد التقسيم على كمية عامل التخثر في الدم وكيفية أدائه لعمله. تكمن اهمية هذا التقسيم لأنها تساعد في تحديد شدة خطورة المرض
وأيضا العلاج الأمثل الذي يختلف بين الأنواع

## الأسباب غير الوراثية
في حالات قليلة قد ينتج المرض نتيجة لأسباب غير وراثية تؤدي إلى زيادة تكسر عامل فون ويل براند مثل
- تكون أجسام مضادة للعامل
- عند تركيب صمام صناعي للقلب وخصوصا الصمام الأبهري [2]
- زيادة الصفائح الدموية
- قصور الغدة الدرقية
- ورم ويلمز (بالإنجليزية:  Wilms tumor)‏

## أعراض مرض فون ويل براند
في كثير من الحالات تكون الأعراض غير ظاهرة وتنتج فجأة إذا تعرض الشخص لنزيف قوي وكبير ولكن هذه أهم الأعراض:
- نزيف من الأنسجة.
- بعض الكدمات.
- نزول الدم من الأنف.
- زيادة الدورة الشهرية في الأنثى.
- زيادة النزيف خلال الولادة، أو خلال عملية جراحية.

## تشخيص المرض في المختبرات الطبية
عندما يشتبه الطبيب في هذا المرض يطلب الفحوصات التالية من قسم المختبرات الطبية هذه الفحوصات للمريض:
- فحص الدم الشامل/ الصفائح الدموية Full blood count / platlets count.
- فحص وقت الثرومبوبلاستن المنشط APTT.
- فحص وقت البرثرومبين PT / INR
- فحص العامل الثامن وعامل فون FVIII and vWF.
- فحص زمن النزيف Bleeding time

هذه الفحوصات تمييز المرض عن الهيموفيليا حيث يكون هناك نقص في عامل فون ويل براند والعامل الثامن وهناك زيادة في فحص وقت النزف لأن له علاقة بوظيفة الصفائح الدموية وارتباطها وليس بعملية التخثر وهناك العديد من الفحوصات المتقدمة والتي تفحص مناعيا منها فحص الانتجين لهذا العامل (فون ويل براند).

## علاج مرض فون ويل براند
يتم علاج المرض بدواء يسمى DDAVP = Desmopressin وهو يقوم بزيادة إفراز العامل الثامن وعامل فون ويل براند ولهذا الدواء بعض الأعراض وهي الصداع والدوخة والقليل من الغثيان وهو العلاج الذي يستعمل لمرض الهيموفيليا أيضا.

## اقرأ أيضا
- هيموفيليا
- متلازمة برنارد - سوليير
- هيموفيليا أ